# Bejuco

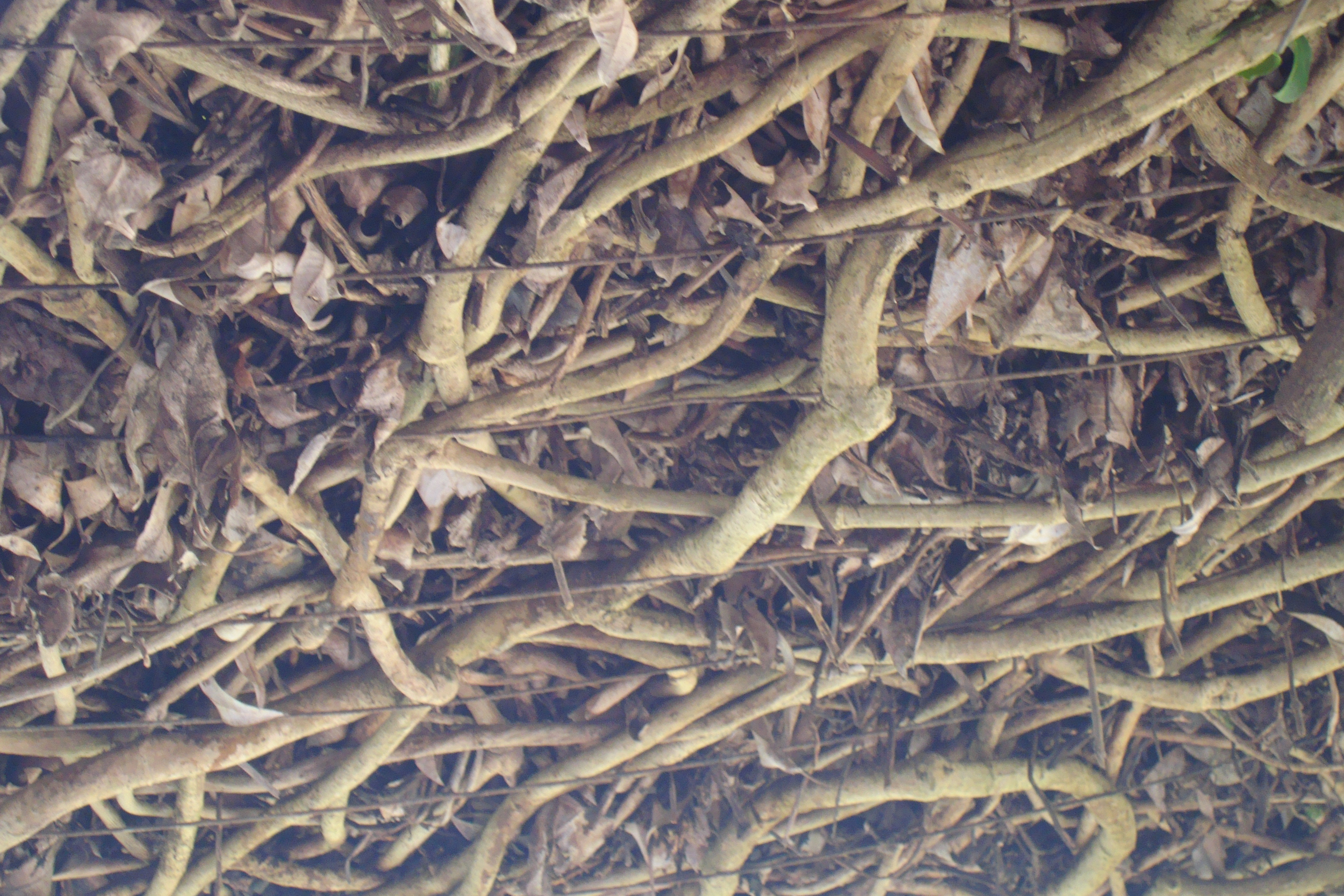
Bejuco (Mikania glomerata) atapeït sobre una malla de filferros per aguantar el pes i donar-li forma a la planta

El terme bejuco, d'origen Carib, fa referència a les plantes enfiladisses de la regió, en general reptants. Essent un mot regional, el terme s'aplica a les plantes que coneixen en la regió, i per això és difícil de generalitzar a altres plantes d'enfiladisses que no tenen una morfologia o estil de vida semblant les de la regió en la qual el terme s'utilitza. El Diccionario de Botánica de Pio Font Quer (1982; vegeu també el glossari de Flora Mesoamericana del Missouri Botanical Garden) el defineix així: “Planta reptant, voluble o no, de tiges llargues, que pugen fins a les copes dels arbres en les selves, a la recerca de llum, i on es desenvolupen les seves fulles i flors, deixant-se caure penjolls de vegades”.
En termes botànics, són bejucos les plantes enfiladisses reptants, tant volubles com no volubles, tant herbàcies com lianes.
Alguns noms en castellà americà que inclouen la veu «bejuco» són, entre altres:
- els bejucos d'aigua (gènere Vitis)
- el bejuco ver (Dolichandra unguis-cati)
- el bejuco boig (Cissus verticillata)
- el bejuco colorado (Serjania lucida)
- el guaco (3 espècies amb efectes curatius: Mikania glomerata, Mikania guaco i Mikania laevigata)
- el bejuco picador (Gurania makoyana)
- el bejuco de bava (Psiguria triphylla; Veneçuela)[3]